# Georg Härle
Georg Härle (né le 31 octobre 1821 à Heilbronn et mort le 26 juillet 1894 dans la même ville ; également Georg Haerle) est un marchand et homme politique wurtembergeois (VP). Il est membre du conseil municipal d'Heilbronn ainsi que député de la chambre des députés de Wurtemberg (de)  et du Reichstag.

## Biographie
Härle étudie au lycée d'Heilbronn (de) et est ensuite apprenti dans la papeterie des frères Moriz (de) et Adolf von Rauch. Il travaille pour l'usine des frères Rauch en tant que voyageur de commerce dans les États allemands et, en dernier lieu, comme facteur (directeur) pendant 20 ans.
Georg Härle est politiquement impliqué dans le Parti populaire. Pendant de nombreuses années, il est président de l'association populaire d'Heilbronn et, en 1863, un membre dirigeant du comité local du Schleswig-Holstein. À partir de 1877, il est membre du conseil municipal de Heilbronn, après avoir été président du comité des citoyens. De 1878 à 1887 (cette année-là, il perd le second tour contre Joseph von Ellrichshausen (de), qu'il a battu lors du second tour de 1884) et de nouveau de 1890 (victoire contre von Ellrichshausen) à 1893, il siège au Reichstag à Berlin. Il représente la 3e circonscription de Wurtemberg (Heilbronn (de), Besigheim (de), Brackenheim (de), Neckarsulm (de)).
En 1876, Härle se présente à la Chambre des députés des États de Wurtemberg (de) dans la circonscription d'Heilbronn-Ville, mais perd contre le maire d'Heilbronn, Karl Wüst (de). En 1882, il se présente dans la circonscription d'Heilbronn-Campagne et remporte le second tour contre Karl Haag (de). Après que le titulaire du mandat de la circonscription d'Heilbronn-Ville, Adolf Feyerabend (de), le successeur de Karl Wüst, a renoncé à une nouvelle candidature, Härle s'y présente à nouveau en 1889 et remporte l'élection face à Gustav Kittler (de) (SPD). À la Chambre des députés, il est membre de la Commission économique, entre autres.
En 1844, Härle est l'un des fondateurs de la communauté de gymnastique d'Heilbronn et en devient directeur honoraire en 1844, en 1869 membre honoraire. Il est également membre du comité et trésorier de l'Association historique d'Heilbronn (de). Dans le rapport de l'association de 1882, il publie un traité sur les événements de guerre de 1693 dans la région d'Heilbronn.
En 1880, Härle se marie avec Pauline Bruckmann, née Braun (née en 1833), veuve d'Ernst Dietrich Bruckmann (1829–1870) et mère de Peter Bruckmann (de). En 1893, un an avant sa mort, il doit se faire amputer la jambe. La tombe de Härle se trouve dans le cimetière principal d'Heilbronn (de).

## Honneurs
En 1891, à l'occasion de son 70e anniversaire, Härle est nommé citoyen d'honneur d'Heilbronn pour ses nombreux services à la communauté. Il existe également une Härlestrasse à Heilbronn depuis 1919.